# كستوتيس كيمزورا
كستوتيس كيمزورا (بالليتوانية: Kęstutis Kemzūra)‏ مواليد 20 أبريل 1970 في كاوناس، الجمهورية الليتوانية السوفيتية الاشتراكية، هو مدرب كرة سلة ليتواني ولاعب معتزل. بدأ مسيرته الاحترافية في سنة 1993. حقق المركز الثالث في بطولة كأس العالم لكرة السلة 2010. اعتزل اللعب في 2001.

## المسيرة الاحترافية
لعب مع نادي أتلتاس لكرة السلة من سنة 1993 إلى 1996، ثم لعب مع ليتوفوس رايتس في موسم 1998–1999، ثم لعب مع نادي ليتكابليس لكرة السلة في موسم 1999–2000، ثم لعب مع سوانز غموندن في موسم 2000–2001.

## الميداليات
| الميدالية | المسابقة                         |
| --------- | -------------------------------- |
| برونزية   | بطولة كأس العالم لكرة السلة 2010 |

## روابط خارجية
- كستوتيس كيمزورا على موقع الاتحاد الدولي لكرة السلة (الإنجليزية)
- كستوتيس كيمزورا على موقع كرة السلة الأوروبية.كوم (الإنجليزية)
- كستوتيس كيمزورا على موقع بروبوليرز (الإنجليزية)
- كستوتيس كيمزورا على موقع أوليمبيديا (الإنجليزية)